# Калинин, Александр Александрович
Александр Александрович Калинин (22 октября 1944, Курская область — 5 июня 2025, Череповец, Вологодская область) — советский и российский тренер по конькобежному спорту, заслуженный тренер СССР.

## Биография
Родился в Курской области. Начал заниматься конькобежным спортом с 1958 г. Участвовал в областных соревнованиях.
В 1968 г. окончил Институт физкультуры имени П. Ф. Лесгафта в Ленинграде. После института по распределению переехал работать тренером в Череповец Вологодской области, где, по его словам, была «отличная конькобежная секция, опытный тренерский состав, сильные ребята, и зима долгая». С 1978 года возглавлял областную федерацию конькобежного спорта. Четырежды признавался лучшим тренеров Вологодской области.
За время работы воспитал более 20 мастеров спорта по конькобежному спорту. Среди его воспитанников: Сергей Фокичев (олимпийский чемпион 1984 г. на дистанции 500 м, многократный чемпион и рекордсмен СССР и мира, заслуженный мастер спорта), сестры Фрадины (Татьяна — серебряный призёр юниорского первенства мира, Галина — двукратная чемпионка СССР и мировая рекордсменка среди девушек на дистанции 500 м), Валерий Сикорский (чемпион СССР 1982 г. в многоборье), Игорь Захаров (обладатель Кубка России в спринте, мастер спорта международного класса) и многие другие.
Был личным тренером Ивана Скобрева, двукратного призёра Олимпийских игр 2010 г. в Ванкувере.
Скончался 5 июня 2025 года в Череповце, Вологодская область на 81-м году жизни.